# Niechłonin (gmina)
Niechłonin – dawna gmina wiejska istniejąca do 1954 roku oraz w latach 1973–1976 w woj. warszawskim/olsztyńskim/ciechanowskim (dzisiejsze woj. warmińsko-mazurskie). Siedzibą władz gminy był Niechłonin.
W okresie międzywojennym gmina Niechłonin należała do powiatu mławskiego w woj. warszawskim.
Po wojnie gmina zachowała przynależność administracyjną. Według stanu z 1 lipca 1952 roku gmina składała się z 11 gromad: Gnojenko, Gnojno, Gruszka, Jabłonowo, Łążek, Niechłonin, Nowawieś, Sadykierz, Sarnowo, Szronka i Zalesie. Gminę zniesiono 29 września 1954 roku wraz z reformą wprowadzającą gromady w miejsce gmin.
Gminę Niechłonin reaktywowano 1 stycznia 1973 roku w powiecie działdowskim w woj. olsztyńskim. 1 czerwca 1975 roku gmina weszła w skład nowo utworzonego woj. ciechanowskiego.
1 lipca 1976 roku gmina została zniesiona, a jej obszar włączono do gmin:
- Działdowo (Gnojenko, Gnojno i Petrykozy),
- Lidzbark (Adamowo, Marszewnica, Nowe Dłutowo, Stare Dłutowo i Wawrowo),
- Płośnica (Gruszka, Jabłonowo, Niechłonin i Zalesie).

Oobecnie jej części znajdują się także w obrębie gminy Kuczbork-Osada.